# Fritz Busch
Fritz Busch (Siegen, 13 de Março de 1890 - Londres, 14 de Setembro de 1951), foi um maestro alemão.
Dirigiu óperas em Aachen, Stuttgart e Dresden. Em 1933, foi despedido da ópera de Dresden por causa da sua oposição ao novo regime nazi, na Alemanha. Viaja para a América do Sul e Escandinávia, continuando o seu trabalho, antes de se tornar o director musical do Festival de Ópera de Verão de Glyndebourne, em Inglaterra. Ficará nesta cidade até ao fim da Segunda Guerra Mundial. Após a guerra, trabalhará na América do Sul, e no Metropolitan Opera, de Nova Iorque.
Busch era irmão do violinista Adolf Busch, e do violoncelista Hermann Busch.

## Trabalhos selecionados
- 1934–1935: Wolfgang Amadeus Mozart, Così fan tutte, no Festival de Ópera de Glyndebourne; solistas: Heddle Nash, John Brownlee (EMI Références, Naxos Historical)
- 1935: Wolfgang Amadeus Mozart, As Bodas de Fígaro, no Festival de Ópera de Glyndebourne; solistas: Roy Henderson, Norman Allin (Naxos Historical)
- 1936: Wolfgang Amadeus Mozart, Don Giovanni, no Festival de Ópera de Glyndebourne; solistas: John Brownlee, Roy Henderson (Naxos Historical)